# Umberto Masetti
Umberto Masetti   (Parma, 4 de maig de 1926 - Maranello, 28 de maig de 2006) fou un pilot de motociclisme italià que va guanyar dos Campionats del Món de 500cc a començaments de la dècada del 1950. En guanyar el primer, el 1950, esdevingué el primer italià a guanyar el mundial de motociclisme en la màxima categoria. Masetti va guanyar també sis campionats d'Itàlia en cilindrades diverses a la mateixa època.

## Trajectòria esportiva
Masetti debutà al mundial el 1949 amb una Moto Morini en la categoria de 125cc. El mateix any pilotà també una Benelli a la de 250cc i una Gilera als 500cc.
El 1950 guanyà el Gran Premi de Bèlgica i el dels Països Baixos i desbancà Geoff Duke del títol mundial. El 1952, encara amb Gilera, repetí ambdues victòries i revalidà el campionat.
El 1953 competí als 250cc amb l'equip oficial de NSU, però un accident a Imola el mantingué apartat de les curses gairebé tota la temporada. El 1954 tornà als 500cc amb Gilera i el El 1955 es repartí entre els 250 i els 500cc, ara amb l'equip oficial de MV Agusta. Amb aquest equip competí fins al 1958, any en què es retirà de la competició i canvià la seva residència a Maranello, on va morir el 2006 a 80 anys.

## Resultats al Mundial de motociclisme
Barem de puntuació de 1949:
| Posició | 1  | 2 | 3 | 4 | 5 | Volta ràpida |
| Punts   | 10 | 8 | 7 | 6 | 5 | 1            |

Barem de puntuació de 1950 a 1968:
| Posició | 1 | 2 | 3 | 4 | 5 | 6 |
| Punts   | 8 | 6 | 4 | 3 | 2 | 1 |

(Ids. Grans Premis | Llegenda) (Curses en negreta indiquen pole; curses en  itàlica indiquen volta ràpida)
| Any  | Categoria | Equip       | 1     | 2     | 3     | 4     | 5     | 6     | 7     | 8     | 9     | Punts | Posició | Victòries |
| ---- | --------- | ----------- | ----- | ----- | ----- | ----- | ----- | ----- | ----- | ----- | ----- | ----- | ------- | --------- |
| 1949 | 125cc     | Moto Morini |       | CH 5  | DTT - |       | NAT 2 |       |       |       |       | 13    | 3r      | 0         |
| 1949 | 250cc     | Benelli     | IOM - | CH -  |       | ULS - | NAT 3 |       |       |       |       | 7     | 10è     | 0         |
| 1950 | 500cc     | Gilera      | IOM - | BEL 1 | DTT 1 | CH 2  | ULS 6 | NAT 2 |       |       |       | 28    | 1r      | 2         |
| 1951 | 500cc     | Gilera      | ESP 1 | CH 4  | IOM - | BEL - | DTT - | FRA - | ULS 3 | NAT 2 |       | 21    | 3r      | 1         |
| 1952 | 500cc     | Gilera      | CH -  | IOM - | DTT 1 | BEL 1 | GER - | ULS - | NAT 2 | ESP 2 |       | 28    | 1r      | 2         |
| 1953 | 250cc     | NSU         | IOM - | DTT - | GER - | ULS - | CH -  | NAT 6 | ESP - |       |       | 1     | 15è     | 0         |
| 1954 | 500cc     | Gilera      | FRA - | IOM - | ULS - | BEL - | DTT - | GER - | CH -  | NAT 2 | ESP - | 6     | 10è     | 0         |
| 1955 | 250cc     | MV Agusta   |       |       | IOM - | GER - |       | DTT 2 | ULS 3 | NAT 6 |       | 11    | 5è      | 0         |
| 1955 | 500cc     | MV Agusta   | ESP 3 | FRA 4 | IOM - | GER - | BEL - | DTT 3 | ULS - | NAT 1 |       | 19    | 3r      | 1         |
| 1956 | 350cc     | MV Agusta   | IOM - | DTT - | BEL 5 | GER - | ULS - | NAT 8 |       |       |       | 2     | 14è     | 0         |
| 1956 | 500cc     | MV Agusta   | IOM - | DTT - | BEL 4 | GER 2 | ULS - | NAT - |       |       |       | 9     | 6è      | 0         |
| 1957 | 350cc     | MV Agusta   | GER 4 | IOM - | DTT - | BEL - | ULS - | NAT - |       |       |       | 3     | 10è     | 0         |
| 1957 | 500cc     | MV Agusta   | GER - | IOM - | DTT - | BEL - | ULS - | NAT 5 |       |       |       | 2     | 15è     | 0         |
| 1958 | 500cc     | MV Agusta   | IOM - | DTT - | BEL - | GER - | SWE - | ULS - | NAT 3 |       |       | 4     | 13è     | 0         |